# 梁策
梁策（1532年—？），字對之，號及泉，河南開封府鄢陵縣人，民籍，明朝政治人物。賜進士出身。

## 生平
嘉靖三十四年（1555年）乙卯科河南鄉試第七十七名舉人。三十四歲中式嘉靖四十四年（1565年）乙丑科會試第一百十三名，二甲第六十二名進士。都察院观政，四十五年四月授工部营缮司主事，隆慶元年（1567年）四月养病。三年五月復除户部，五年二月升员外，四月升郎中，六年十月升成都知府，万历二年（1574年）三月疏告终养。父母寿并八十，去世後庐墓侧不肯去，人称梁孝子。服闋，起補登州府知府二十二年六月升陕西副使，二十三年致仕。

## 家族
曾祖梁臣；祖父梁時萬，義官；父梁金，義官。母郭氏，累封宜人。